# Брана Илић
Брана Илић (Голубинци, 16. фебруар 1985) је српски фудбалер који игра на позицији нападача.

## Каријера

### Клупска
Брана Илић је рођен и одрастао у Голубинцима. Професионалну каријеру је почео у Земуну за чији први тим је дебитовао 2003. године. Од 2007. постаје члан београдског Рада у којем је одиграо 59 првенствених утакмица и постигао 16 голова.
Дана 9. јануара 2009. је потписао троипогодишњи уговор са Партизаном. Свој први гол у дресу црно-белих, уједно и победоносни, постигао је на мечу са Јагодином 18. марта 2009. Са црно-белима је освојио две шампионске титуле и један куп.
У јулу 2010. је потписао за Војводину. У тиму из Новог Сада је остао до марта 2012. када је потписао за казахстански Актобе. Ту остаје до краја сезоне. У августу 2012. одлази у Грчку и потписује за екипу ПАС Јањине. Након четворогодишњег боравка у дресу Јањине, једну сезону је наступао и у солунском Арису (2016/17), да би каријеру 2017. наставио у мађарској екипи Кишварда.
Након две сезоне у мађарском клубу, у лето 2019. се вратио у српски фудбал и потписао уговор са Инђијом. Две сезоне је наступао за Инђију у Суперлиги Србије, да би у јуну 2021. потписао за Железничар из Панчева, члана Прве лиге Србије. Једну полусезону је наступао за Железничар након чега је у јануару 2022. потписао за српсколигаша Феникс 1995 из Старе Пазове. Током лета 2022. се прикључио Словену из Руме, члану Војвођанске лиге.

### Репрезентативна
У марту 2011. током квалификација за Европско првенство 2012. у Украјини и Пољској, Илић је по први пут добио позив за национални тим Србије, али није добио прилику да дебитује у квалификационим сусретима против Северне Ирске (2:1) и Естоније (1:1).
Ипак, за најбољу репрезентацију Србије дебитовао 3. јуна 2011. на пријатељском сусрету против Јужне Кореје (1:2) у Сеулу.

## Трофеји
Партизан
- Суперлига Србије (2): 2008/09, 2009/10.
- Куп Србије (1): 2008/09.